# 오벤로

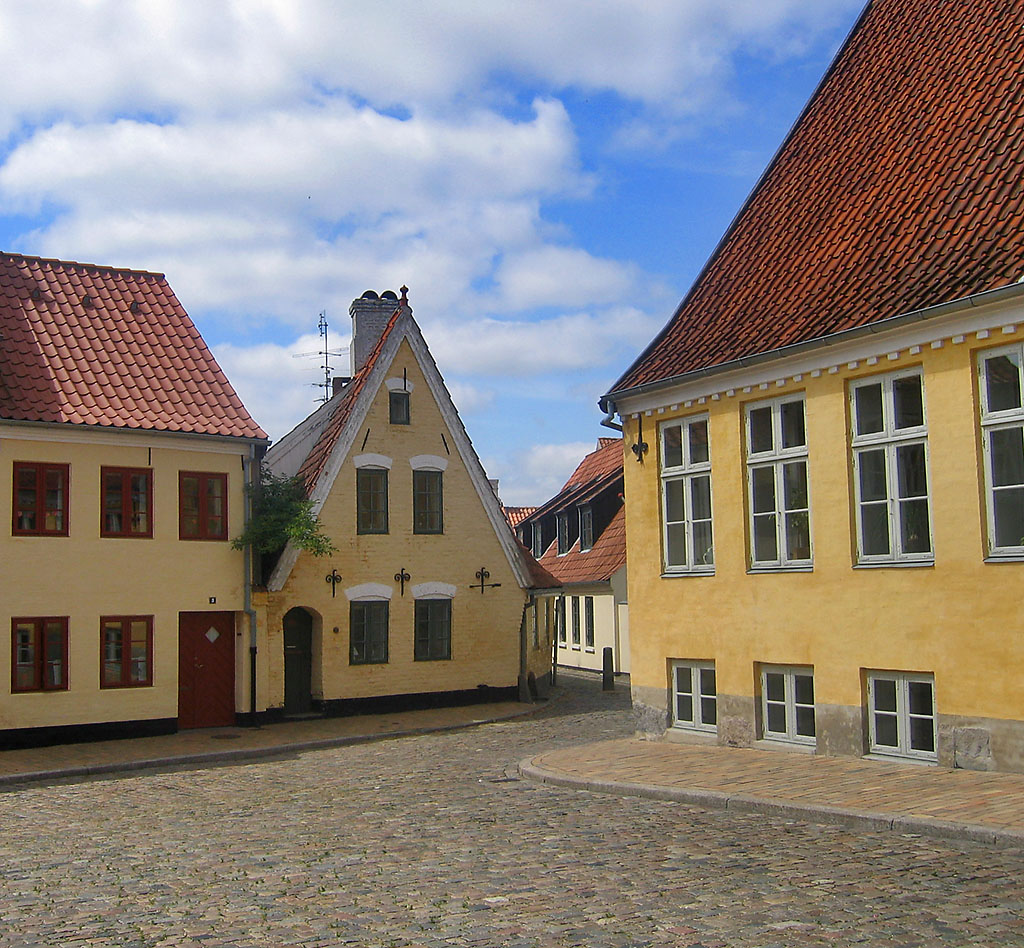
오벤로

오벤로(덴마크어: Aabenraa, Åbenrå, 독일어: Apenrade 아펜라데[*])는 덴마크 남덴마크 지역에 위치한 도시로 인구는 15,760명(2011년 1월 1일 기준)이다. 릴레벨트 해협의 오벤로 피오르와 접하며 독일 슐레스비히에서 북쪽으로 61km 정도 떨어진 곳에 위치한다. 도시 이름은 덴마크어로 "열린 해변"을 뜻하며 행정 구역상으로는 오벤로 시에 속한다.